# 제142통신여단
제142통신여단(142nd Signal Brigade)는 앨라배마주 디케이터에서 제1(I)군단을 지원하던 미국 육군 통신대의 여단이였다. 표어는 "For state and nation".
1960년 9월 1일, 앨라바마 국가위병 소속 제142통신단으로 창설되었다. 1978년 4월 1일, 여단으로 재편성되었다.
제142통신여단은 제279통신대대와 함께 2008년 8월 5일에 해산하였다. 제115통신대대는 전구통신대대, 제711통신대대는 여단지원대대로 재편성된다.

## 부대
- 본부 및 본부중대
  - 제1분견대
  - 제2분견대
- 제29통신대대, 워싱턴주, 포트 루이스
- 제115통신대대, 앨라바마, 플로렌스
- 제279통신대대, 앨라배마주, 헌츠빌
- 제711통신대대, 앨라배마주, 모빌

## 계보
- 1960년 10월 25일, Headquarters and Headquarters Detachment, 142D Signal Group
앨라바마 육군 국가위병
→제142통신단, 본부 및 본부분견대
- 1960년 9월 1일, 앨라바마주 디케이터에서 조직되고 연방 차원에서 인정됨.
- 1963년 9월 10일, 디케이터에서 연방근무를 명령받음;
- 1963년 9월 12일, 연방근무에서 해제되고 주 통제로 되돌려짐.
- 1978년 4월 1일, Headquarters and Headquarters Company, 142D Signal Brigade
→제142통신여단, 본부 및 본부중대

## 참고
1. ↑  “142nd Signal Brigade Set for Inactivation” (영어). 2008년 8월 5일. 2020년 11월 9일에 확인함.

- “142nd Signal Brigade”. 《globalsecurity.org》 (영어). 2020년 11월 9일에 확인함.